# Logvino (Kaliningrado)
Logvino (en ruso: Логвино), conocida de manera oficial hasta 1946 como Medenau (en alemán: Medenau, en lituano: Medenava) es una localidad rural situada en el oeste del distrito de Zelenogradsk en el óblast de Kaliningrado, Rusia.

## Toponimia
El nombre Medenau deriva del prusiano antiguo Gau Medenowe. Logvino se derivó de la palabra rusa log para camino hundido, que aparentemente se refería al canal de erosión ovrag Skryty (en ruso: овраг Скрытый), situado a 2 km del pueblo.

## Geografía
Logvino se encuentra a 19 kilómetros al noroeste de Kaliningrado. 

## Historia
El año de fundación de Medenau fue 1263, pero ya alrededor del año 1000 la zona estaba poblada (se piensa que perteneció a la poderosa familia prusiana Kandeim). En los alrededores, en 1255, el rey checo Otakar II de Bohemia derrotó a los sambianos. Desde 1258 Medenouwe perteneció a la Diócesis de Sambia. Aquí se encontraron restos significativos de antiguas murallas prusianas. En 1263 se menciona aquí un castillo de los obispos, pero no adquiere importancia y las salas del sótano se llenan en 1840. Después del siglo XIV comienzo de los ataques lituanos alrededor de 1327 el castillo fue ampliado y fortalecido. El edificio fue destruido durante el conflicto polaco-teutónico de la Guerra de los Trece Años (1454-1466), sus restos fueron demolidos en el siglo XIX. 
En 1874, Medenau se convirtió en la sede y el lugar epónimo de un distrito administrativo recién establecido, que existió hasta 1945 y perteneció al distrito de Fischhausen hasta 1939, luego al distrito de Sambia en el distrito administrativo de Königsberg en la provincia prusiana de Prusia Oriental.
 

El 9 de septiembre de 1879, el kaiser Guillermo I pasó aquí una revista del ejército con motivo de una maniobra imperial. Esto fue conmemorado por un monumento en la tierra de la iglesia parroquial de Medenau. En el obelisco de granito, sobre el que está sentada un águila, estaba las siguientes inscripciones: 
Con Dios por rey y patria. 
Su Majestad el Kaiser y el Rey Wilhelm I observaron las maniobras del primer cuerpo de ejército el 9 de septiembre de 1879 desde esta marca de campo Heil dem Heldengereise. 

Dedicado en memoria por G.W. Löwner, noble de Medenau, 9 de septiembre de 1881. 
El emperador tenía recuerdos de su juventud en Medenau, ya que él y su familia celebraron el cumpleaños de su padre, el rey Federico Guillermo III, aquí en 1809 en la casa solariega del entonces propietario Barclay. A mediados del siglo XIX se construyó la casa señorial neoclásica, en la que vivió como últimos propietarios la familia Rautenberg y que fue destruida en 1945.
En 1910 se registraron 531 habitantes en Medenau. El 30 de septiembre de 1928, las comunidades rurales de Medenau y Kosnehnen (que ya no existen), así como los distritos inmobiliarios de Adlig Medenau, Kathrinhöfen, Klein Medenau, Sickenhöfen (hoy Murmanskoye) y Warengen (todos los cuales ya no existen), se fusionaron para formar la nueva comunidad rural de Medenau. La población de Medenau era 1.231 en 1933 y 1.201 en 1939.
Como resultado de la Segunda Guerra Mundial, Klein Kuhren pasó a formar parte de la Unión Soviética con el resto del norte de Prusia Oriental en 1945. En 1947 el lugar recibió el nombre ruso de Logvino y también fue asignado al raión de Primorsk. Desde 2015, el lugar pertenece al distrito urbano de Zelenogradsk.

## Demografía
En 1933 la localidad contaba con 1231 residentes. En el pasado la mayoría de la población estaba compuesta por alemanes, pero tras el fin de la Segunda Guerra Mundial fueron expulsados a Alemania y se repobló con rusos.
| Gráfica de evolución de Logvino entre 1910 y 2010 |
|                                                   |

## Infraestructura

### Arquitectura y monumentos
La iglesia de Medenau data de principios del siglo XIV y era un edificio de cantería con esquinas de ladrillo, presbiterio poligonal y torre de ladrillo. Fue una iglesia protestante hasta 1945 y sobrevivió ilesa a la guerra. En 1947, sin embargo, fue destruida por un incendio al intentar quitar las campanas. En la década de 1950, los militares volaron los muros para extraer materiales de construcción. Hoy solo quedan fragmentos del muro norte, la torre y el presbiterio con el portal de la sacristía. 

### Transporte
Logvino se encuentra en una carretera secundaria que conecta a través de Shipovka y Cherepanovo con la carretera principal rusa A 193. La estación de tren más cercana está a cuatro kilómetros al sur de Shipovka en el ferrocarril Kaliningrado-Baltisk (antiguo Ferrocarril del Sur de Prusia Oriental). 

## Galería

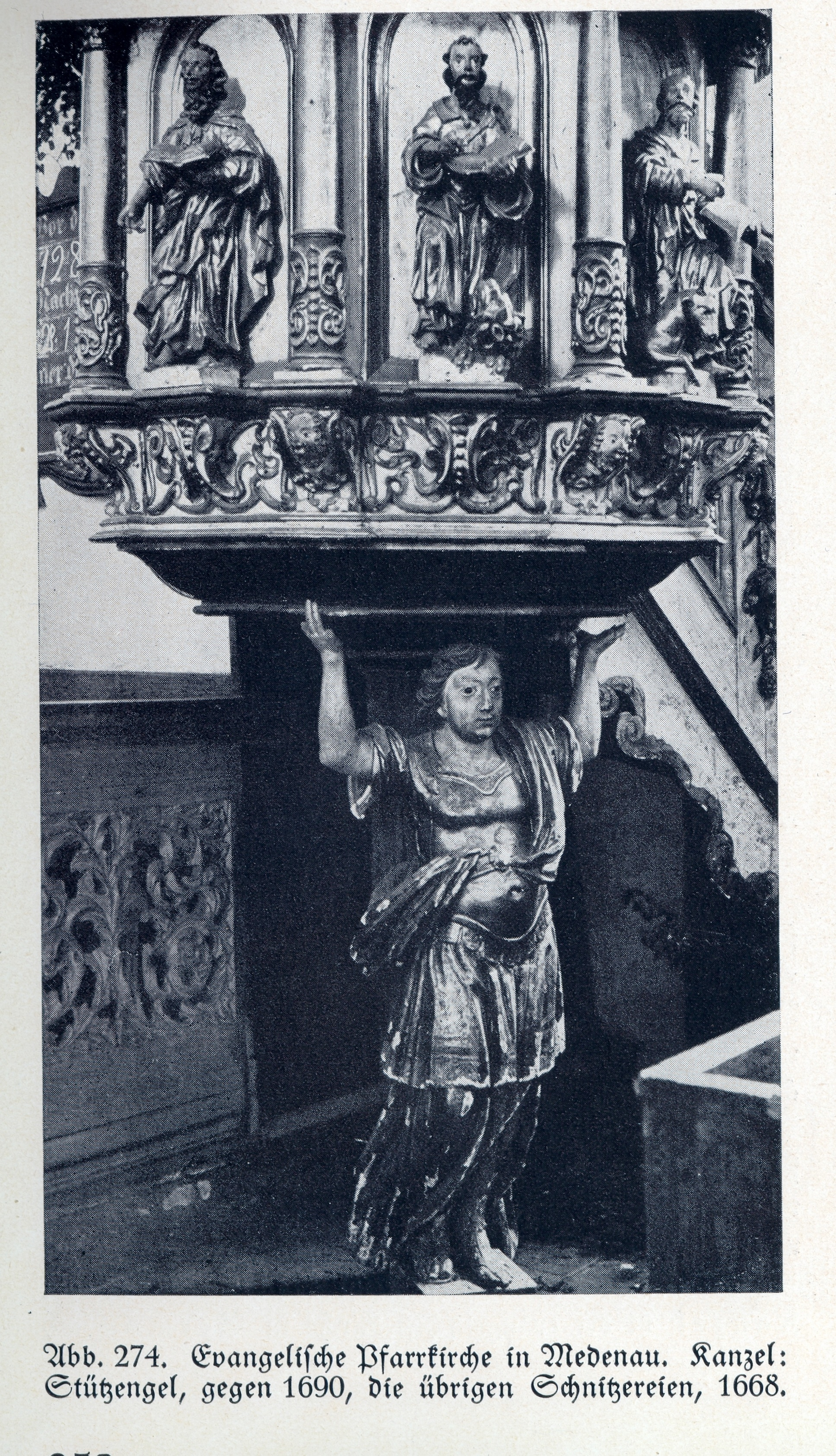
Antigua decoración de la iglesia de Medenau
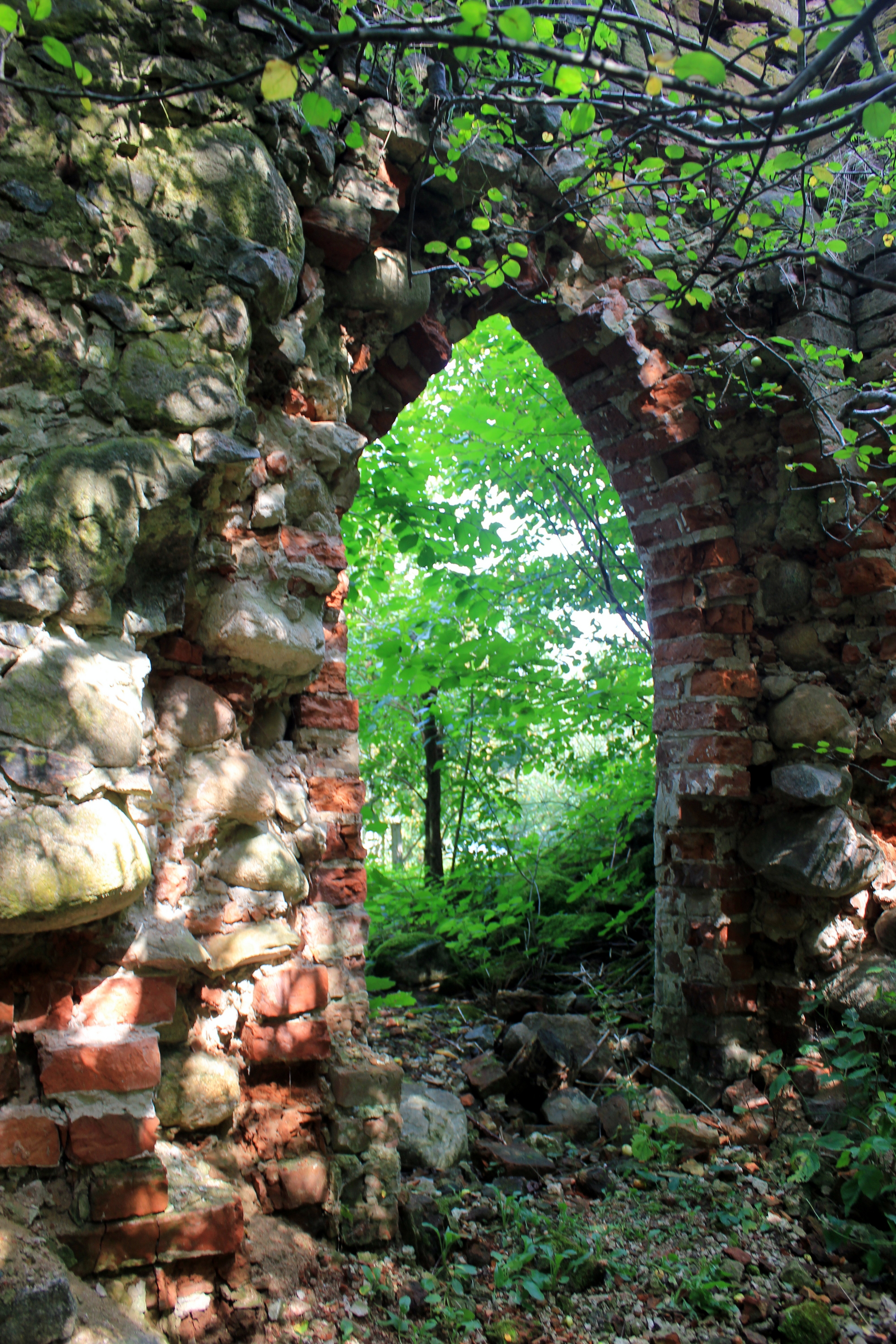
Restos de la iglesia de Medenau
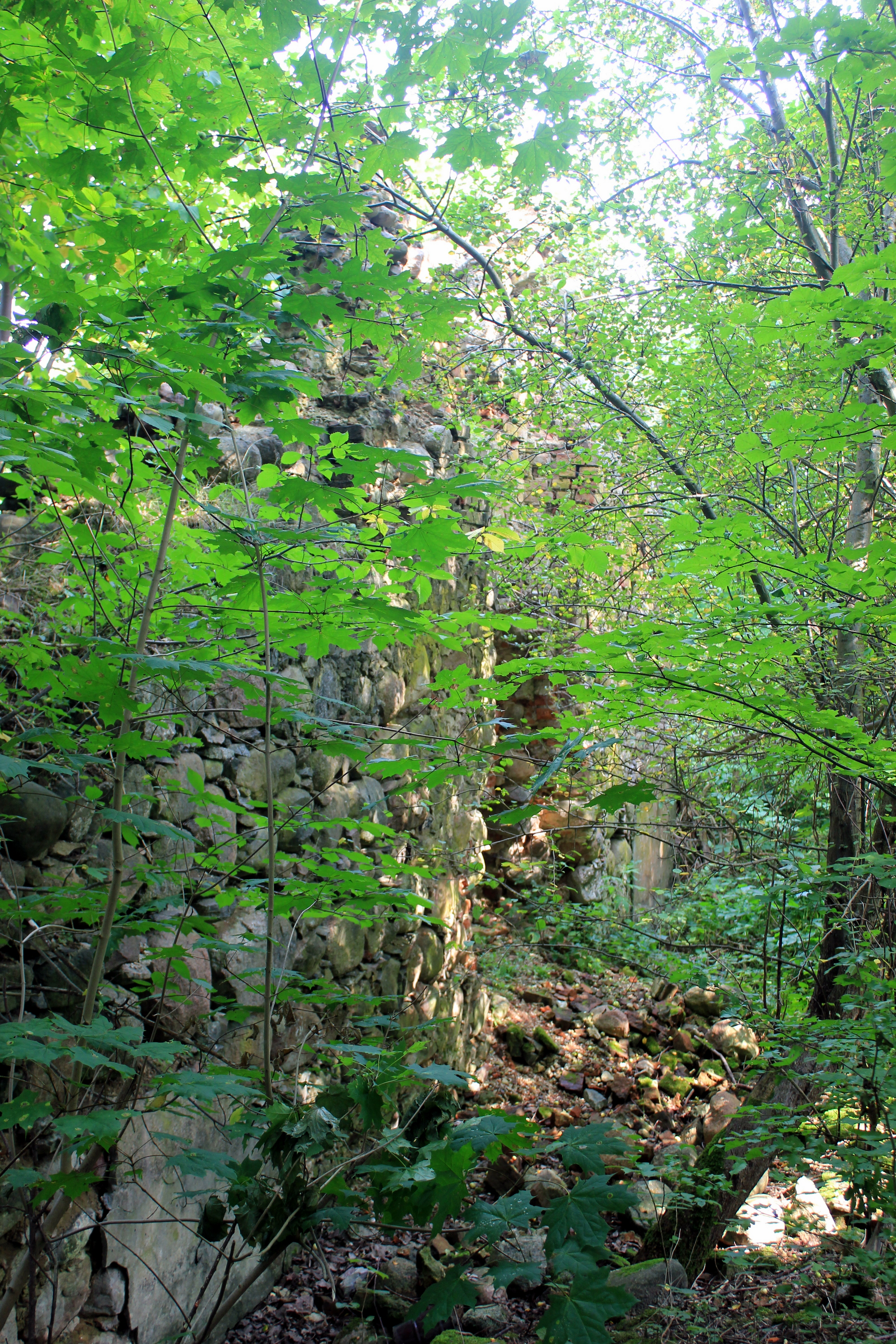
Muros de la iglesia